# El gran showman
El gran showman (título original en inglés: The Greatest Showman) es una película dirigida por Michael Gracey y protagonizada por Hugh Jackman. Basada en la historia real del fundador del circo Ringling Brothers and Barnum & Bailey Circus, la película fue escrita por Michael Arndt, Jenny Bicks y Bill Condon. Ganó el Globo de Oro a la 'Mejor canción' por This is me y recibió nominaciones a Mejor actor de comedia o musical y a Mejor película de comedia o musical, así como la nominación a Mejor canción en los Oscar.

## Sinopsis
Phineas Taylor Barnum, "PT", actúa con su compañía para un público entusiasta al que se dispone a ofrecer lo que siempre soñaron.
Pero no siempre fue así. En la década de 1800, cuando P. T. Barnum apenas era un niño, a veces acompañaba a su padre, que era sastre, a casa de alguno de sus clientes en un momento en que eran tan pobres que llevaba sus zapatos rotos.
En una ocasión fueron a la mansión de los Hallett, y mientras su padre tomaba medidas al dueño de la casa, él se fijaba en Charity, su hija, a la que una institutriz enseñaba modales. Tratando de imitarla al coger una taza de té, hace que la niña se ría y manche su vestido, enfadándose por ello su padre.
Para evitar que regañe a la niña, PT le dice al señor Hallett que la culpa fue suya, pues la hizo reír, recibiendo una bofetada del padre de la niña, que le "pide" que no se acerque a ella.
Pero un poco más tarde, mientras está en la playa, Charity se une a él, tras escaparse por la ventana, y le cuenta que su padre la va a enviar a un internado y no sabe qué será de ella.
Él le dice que sí lo sabe. Cree que le está esperando un futuro brillante, llevándola hasta una mansión abandonada cerca de la de los Hallett, y le dice que podrán diseñar su mundo y necesita miles de sueños para crearlo.
Cuando Charity se va al internado, él corre tras su coche, tirando todas las telas de su padre.
PT le escribe cartas durante su estancia allí.
Entretanto muere su padre y acaba pasando hambre, así que roba una barra de pan, pero le pillan. Una mujer deforme se apiada de él y le da una manzana.
Debe vender periódicos para ganarse la vida. Mientras, sigue escribiendo a la niña.
Cuando crecen, Charity acepta su propuesta de matrimonio y Barnum va a ver al padre de ella para decirle que cuidará de su hija, asegurándole que le dará una vida tan espléndida como la que tiene. El señor Hallett le augura que se cansará de carecer de todo y regresará a casa.
Pero la pareja es muy feliz después de toda una vida de sueños.
Barnum trabaja como comercial en una empresa, aunque no le entusiasma sumar números y sueña con utilizar un planeador como medio de reparto, aunque entonces su jefe le informa a él y al resto de los trabajadores de que la empresa perdió 12 barcos mercantes por un tifón, por lo que deben cerrar la empresa.
Su mujer juega con sus hijas y le consuela diciéndole que no estaba hecho para ese trabajo, pero él lamenta que esa no es la vida que le prometió y que no hay magia en ella, aunque Charity le dice que tiene todo lo que quiere y desea mantener esa felicidad por siempre.
Les basta con hacer girar la lámpara giratoria para que se reflejen en las paredes las estrellas.
Barnum tiene entonces una idea.
Acude al banco, donde ve cómo la gente se agolpa para tratar de conseguir créditos en un mundo en crisis, sin éxito, pero él tiene algo que le ayudará. Utilizará como aval las escrituras de los buques mercantes hundidos de su empresa, que tenía en su poder, consiguiendo así un crédito de 10.000 dólares, asegurándole al banquero que a la gente le fascina lo exótico, abriendo con dicho dinero poco después el "Museo Americano de Curiosidades Barnum", con figuras de cera, aunque enseguida comprobará que tal proyecto no atrae a la gente. Necesitaban vender cientos de entradas cada día para pagar el crédito, y no venden prácticamente ninguna.
Sus hijas le dicen que en su museo hay demasiadas cosas muertas y necesita algo que cause sensación. Algo que no esté disecado.
Leyéndoles Pulgarcito, tiene una idea. Se acuerda de un enano con el que coincidió en el banco, y tras conseguir sus datos en el hospital, va a buscarlo a su casa.
Conoce así a Charles Stratton, al que le dice que va a montar un espectáculo y necesita una estrella, a lo que Charles le dice que se reirán de él, a lo que Barnum le responde que se reirán de todos modos, pero que de ese modo cobrará.
Charles no lo ve claro, pero PT vio que le gustaban los soldados y le dice que le vestirá como uno de ellos y vendrá gente de todo el mundo a verle.
Pone un anuncio buscando personas peculiares.  Unos obreros le hablan de alguien especial, lo que le lleva hasta un lavadero donde escucha cantar a una mujer, Lettie Lutz, quedando fascinado al escucharla, aunque cuando la ve observa que tiene barba muy larga.
Pronto harán cola todo tipo de gente extraña ante su puerta: un hombre obeso de 225 kilos llamado Lord of Leeds, aunque dirán que pesa 349; los hermanos negros, Anne y W.D. Wheeler, que son trapecistas; un hombre gigantesco, que se llamará el Gigante Irlandés; otro cubierto de pelo, al que llamarán "Dog Boy"; otro con el cuerpo cubierto de tatuajes...
Redoblará, a partir de ese momento, la publicidad de su museo, consiguiendo, esta vez sí, que el público responda al reclamo, quedando asombrados ante ese cúmulo de deformidades vistas juntas, aunque deba convencer a varios de ellos para salir. Fuera, algunas personas atacan a los que consideran monstruos y tratan de deshacerse de ellos
No acompaña la crítica a su espectáculo, pues el crítico James Gordon Bennett, del New York Herald, escribe que se trata de un farsante. Barnum decide contraatacar las críticas poniendo las entradas a mitad de precio y consiguiendo que se agoten, y le pregunta si no es él el farsante, ya que considera que es un crítico teatral que no disfruta con el teatro.  Sus comentarios le inspiran para cambiar el nombre a su museo, que pasará a ser el "P.T. Barnum Circus".
Gracias a sus beneficios, Barnum puede llevar a Charity hasta la mansión que recorrieron de niños, y que ha reformado para la familia.
Su hija Caroline obtiene sus primeras zapatillas de ballet y comenzará sus clases, aunque tras su primera actuación ante el público ve que el resto de los niños están más avanzados, y se meten con ella llamándola "cacahuete" y llora desconsolada, pues cree que empezó muy tarde y no llegará ni puede fingir como en el circo, aunque su padre le insiste en que persevere.
Tratando de dar prestigio intelectual a su espectáculo y de ampliarlo al público de la alta sociedad, Barnum contacta con Philip Carlyle, un prestigioso autor teatral al que ofrece la oportunidad de unirse a su circo.
Le dice que la gente sale más contenta de lo que entró en el circo y podrá, si se une a ellos, conseguir su libertad y dejar la convencionalidad, aunque Phillip teme pasar a ser un payaso vulgar, pese a lo que comienzan a negociar, pidiéndole Carlyle un 18%, aunque acaban firmando por un 10%.
De inmediato Philip queda prendado con Anne Wheeler, la trapecista.
Pero a la vez comienzan a surgir grupos de boicot contra el circo que hablan de la vergüenza de la ciudad por exhibir monstruos.
Gracias al prestigio de Carlyle, consiguen que la reina Victoria les invite al palacio de Buckingham, donde son recibidos por todos los cortesanos.
A la reina le hace gracia sobre todo Charles, el enano, respondiéndole este, que tampoco ella es muy alta, lo que deja a toda la corte en silencio hasta que la propia reina estalla en carcajadas, siendo seguida por todos.
Acude también a la recepción con la reina Jenny Lind, una famosa soprano, que actúa para la reina y que fascina a Barnum, y hace que se la presenten, diciéndole que le gustaría llevarla a Nueva York para convertirla en la más famosa cantante, no solo de Europa, sino de todo el mundo, pese a que nunca la escuchó, ofreciéndole el 20% de la taquilla, aunque ella dice que dona casi todo a la beneficencia.
Barnum señala que la gente acude a su circo por el placer del engaño y desea darle algo real.
Consigue esta vez lo que deseaba, conectar con la alta sociedad neoyorquina, que se queda admirada ante el talento de la soprano, incluyendo en esta ocasión a Bennett, que le dice que tiene miedo de que ese talento haya caído en sus manos.
Anne se siente también atraída por Phillip, pero se queda decepcionada cuando él le suelta la mano al ver que la gente de la alta sociedad los mira.
Se encuentran también entre el público los suegros, que deben reconocer que ha prosperado, aunque su suegro le dice que sigue siendo el hijo del sastre pese a su fortuna.
Jenny brinda por él diciendo haber demostrado que el único límite es lo que la imaginación pueda indicar, contándole que ella nació fuera del matrimonio y que es muy fácil reconocer lo bueno cuando se nace dentro.
Tras la actuación se celebra una fiesta, a la que intentan unirse los artistas del circo, viendo cómo Barnum, su jefe, les impide la entrada con la excusa de que no deben dejarse ver, pues si los ven gratis, la gente no irá a ver su espectáculo, que deben realizar poco después, aunque ellos saben que en realidad se avergüenza de ellos y no desea mezclarlos con la alta sociedad, lo que les enfada profundamente, y, encabezados por Lettie Lutz, la mujer barbuda, que quiere afirmarse en sus diferencias, sin avergonzarse, atraviesan el salón camino del circo, viendo cómo se horrorizan los asistentes a la fiesta al verlos, al contrario que en el circo, donde la gente les aplaude porque disfruta y canta con ellos.
Pero Barnum se obsesiona con Jenny y quiere conseguir una orquesta de 60 músicos para ir por todo el mundo con ella, sin tener en cuenta las prevenciones de Phillip, que le recuerda que no tendrá beneficios hasta la función 41, y la taquilla ha bajado en los últimos tiempos, y además si se va él de gira, irán menos, ya que mucha gente va por él, considerando demasiado arriesgada la empresa.
Phillip acude al teatro con Anne, topándose con sus padres, que le dicen que ha perdido la vergüenza por pasear del brazo de una sirvienta y que parece haber olvidado su posición.
Anne se marcha dolida, pero Phillip les dice a sus padres que no quiere esa posición. Luego le dice a Anne que no debe importarle, señalando ella que a él no le ha mirado nadie como sus padres la han mirado a ella, diciéndole Phillip que reescribirá la historia, pues desea estar con ella, aunque Anne cree que todo les separará.
Charity pregunta a PT cuándo se dará por satisfecho, pues triunfó hasta incluso comprar una casa en la misma calle de sus padres, pero nunca tiene bastante.
Barnum recuerda que le trataron como a un perro y no quiere que les ocurra a sus hijas.
Charity tiene que ver cómo se marcha con Jenny de gira por todo el mundo.
Caroline mejora mucho en el ballet, pero no está su padre para verlo, obsesionado y entusiasmado con su nueva pupila.
Su mujer recuerda que prometió estar siempre allí, pero ahora no sabe si estará para cogerla cuando caiga.
Y, mientras sus actores se ven sometidos a los insultos de algunos, él vive el éxito de Lind de ciudad en ciudad, llenando los mejores teatros.
Cuando llegan a Cincinnati obtienen un gran éxito y una extraordinaria crítica de Bennett, lo que les muestra que el mundo está a sus pies, por lo que brindan con champán, dándose cuenta de que ella está enamorada de él, que le dice que está siendo una distracción, por lo que decide regresar con su mujer, pidiéndole a Jenny que siga ella sola la gira.
Ella se enfada, le pregunta si es solo uno de sus numeritos, pidiéndole él que acabe su gira, pues de lo contrario será su ruina, ya que ha arriesgado todo lo que tenía, a lo que le responde que cuando no se cuida lo que se quiere se acaba perdiendo.
Él insiste en que lo perderá todo, diciéndole que también lo perderá ella.
Esa noche, al finalizar su actuación, él sale a saludar, y al hacerlo ella lo besa ante los focos de todos los fotógrafos, diciéndole que esa es su despedida.
Entretanto, en el circo, finalizada la función, Phillip sale a despedir a su público, siendo increpado por los detractores del espectáculo, a los que pide que se marchen, a lo que se niegan, pidiendo que se vayan los monstruos.
La bronca provoca el enfado de WD, el hermano de Anne, que golpea a uno de los opositores al circo, iniciándose tras ello una pelea a la que se suman el resto de estrellas del circo contra los manifestantes, uno de los cuales lanza una farola haciendo que el teatro arda
Barnum regresa a su casa y va a ver a su mujer, que le pregunta la razón por la que adelantó su regreso, diciendo que les echaba de menos, observando cómo pasan los bomberos en dirección al circo.
Barnum corre hacia este, viendo cómo las enormes llamas cubren el edificio.
Viendo que Anne no salió, Phillip entra en el edificio en llamas para rescatarla, sin ver que está saliendo ya con su hermano.
Al ver a su amigo en peligro, Barnum entra tras él en el edificio para horror de su familia, que ve cómo comienza a desplomarse el edificio, aunque, para su tranquilidad, ven cómo logra salir llevando a su amigo, al que deben llevarse al hospital tras haber tragado mucho humo, estando permanentemente a su lado Anne.
Frente a los restos del teatro, Barnum habla con Bennett, el periodista del Herald, que le informa de la detención de los causantes del incendio.
Reconoce que nunca le gustó su circo, aunque sabe que al público sí, y aunque él no lo llamaría arte, presentar como iguales a los seres con deformidades podría ser, como indicaba otro crítico, una celebración de la humanidad, por lo que espera que lo reconstruya.
Su único consuelo es que al menos sigue la gira de Jenny. Algo que enseguida le desmiente Bennett, que le muestra en el periódico la noticia en que ella anuncia que abandona la gira, y donde, junto a la foto del beso de ambos, titulan el asunto como el escándalo Barnum.
Cuando regresa a su casa para hablar con Charity, encuentra a esta haciendo las maletas, muy enfadada al ver que el banco les va a desahuciar, sin que él le contara nada, pues siempre le aseguró que nunca le importó el riesgo si lo asumían juntos, pero también por no haberle contado lo que señala el periódico.
Charles, el enano encuentra a Barnum bebiendo en un bar y le dice que estaba seguro de que lo encontraría allí, lamentándose por su mala suerte.
Tras él llegan el resto de los artistas de su circo para recordarle que, cuando incluso sus madres se avergonzaban de ellos, él los sacó de las sombras y no pueden admitir que también él los deje en la estacada, pues, aunque sea un farsante, los ha convertido en una familia y desean recuperar el circo.
Él reconoce que persiguió los aplausos y necesitaba siempre más, pero olvidó por quién lo hacía y desea volver a recuperar la ilusión, y tras mirar el retrato de su mujer y sus hijas, sale corriendo a buscarlas.
Entretanto Phillip vuelve en sí, encontrando a Anne a su lado.
Barnum corre a casa de sus suegros, y cuando le pregunta al padre por Charity este se limita a decirle que no está, aunque sus hijas le escuchan y le dicen que está en la playa.
Vuelve a encontrarla en el mismo lugar donde se veían de niños y donde debe reconocer que se lo ha hecho pasar mal a ella y a sus hijas y que aunque ella se lo advirtió no le hizo caso, pues siempre quiso ser más de lo que era, al contrario que ella, que todo lo que deseaba era seguir con el hombre del que se enamoró.
Con renovados ánimos trata de relanzar su negocio, aunque ningún banco quiere prestarle dinero para sus proyectos.
Phillip se recupera y le dice a Barnum que solo le queda la amistad, el amor y un trabajo con el que disfruta, y que le dio la alegría, ofreciendo por ello las ganancias que obtuvo durante esos años, ya que se fue guardando su parte, la del 10% que se llevaba, con las que podrá avalarlo, aunque convirtiéndose en socios, esta vez a partes iguales.
Pero esta vez lo harán de otro modo. Los edificios son cada vez más caros en la ciudad y sería imposible rentabilizarlos, por lo que se le ocurre comprar una gran carpa que podrán instalar en el puerto por muy poco dinero.
Reinician el espectáculo en esas condiciones, añadiendo animales al espectáculo, al que la gente acude en masa, decidiendo entonces Barnum pasarle el relevo a Phillip, pues él, dice, va a ver crecer a sus hijas.
Phillip cierra junto a Anne y el resto del elenco cierran el espectáculo, mientras Barnum llega al teatro donde le esperan Charity y sus hijas, subido en un elefante.
Poco después verá actuar a Caroline en el ballet, donde también Helen actúa disfrazada de árbol, contempladas ambas por sus orgullosos padres, reconociendo Barnum que todo lo que siempre quiso y necesitaba siempre estuvo allí.

## Producción
En agosto de 2011, Fox contrató al director de publicidad y artista de efectos visuales Michael Gracey para dirigir el biopic musical.
Jackman aparecería en la película The Greatest Showman on Earth. La parte de Jenny Lind estaba siendo guionizada por Anne Hathaway. El 15 de junio de 2016, se informó que Zac Efron comenzó las negociaciones con el estudio para protagonizar la película. En julio de 2016, Michelle Williams también fue revelada para ser parte del reparto.

## Reparto
| - Hugh Jackman como P. T. Barnum. - Zac Efron como Phillip Carlyle. - Michelle Williams como Charity Barnum. - Rebecca Ferguson como Jenny Lind. - Zendaya como Anne Wheeler. - Keala Settle como Lettie Lutz "La mujer barbuda". - Yahya Abdul-Mateen II como WD Wheeler. - Paul Sparks como James Gordon Bennett. - Sam Humphrey como Tom. - Natasha Liu Bordizzo como Deng Yan. - Austyn Johnson como Caroline Barnum. - Cameron Seely como Helen Barnum. - Eric Anderson como O'Malley. - Fredric Lehne como Sr. Hallet. - Damian Young como Sr. Winthrop. - Bryon Jennings como Sr. Carlyle. - Betsy Aidem como Sra. Carlyle. - Diahann Carroll como Joice Heth. - Jamie Jackson como El jefe. - Will Swenson como Philo Barnum. - Tina Benko como Sra. Winthrop. - Skylar Dunn como Charity Barnum (joven). - Ellis Rubin como P. T. Barnum (joven). |

## Rodaje
Los ensayos de la película comenzaron en octubre de 2016 en Nueva York, mientras que el rodaje comenzó el 22 de noviembre de 2016.

## Estreno
The Greatest Showman fue estrenado a nivel mundial el 20 de diciembre de 2017. En México el estreno a nivel nacional fue el 28 de diciembre de 2017.

## Música

### Números Musicales

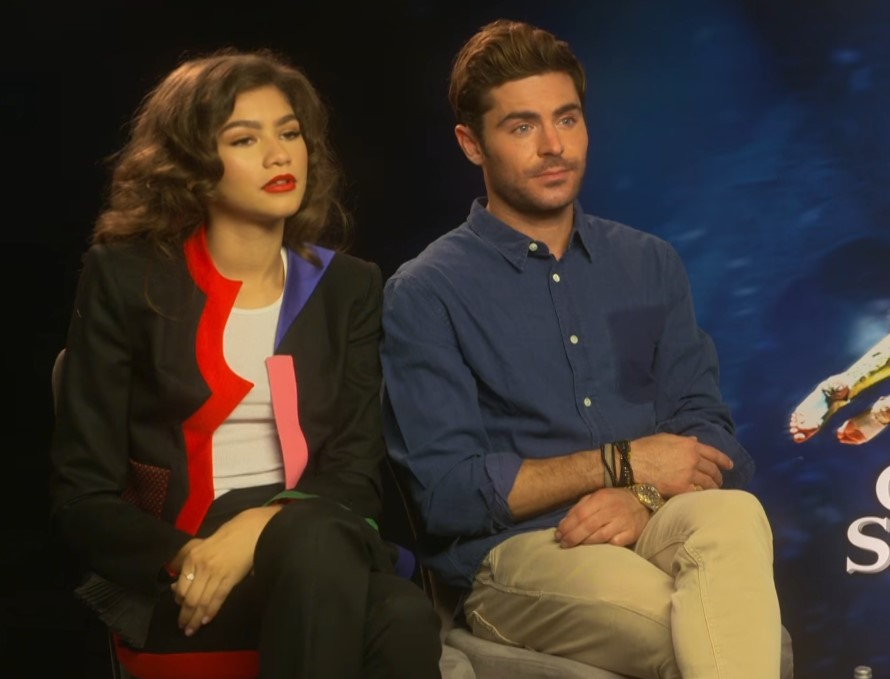
Zac Efron y Zendaya siendo entrevistados por "Rewrite the Stars" and The Greatest Showman

Todas las canciones escritas y compuestas por Benj Pasek and Justin Paul. 
| N.º | Título                       | Intérprete(s)                                                                                 | Duración |  |
| 1.  | «The Greatest Show»          | Hugh Jackman, Keala Settle, BriaAndChrissy, Zac Efron, Zendaya, The Greatest Showman Ensemble | 5:02     |  |
| 2.  | «A Million Dreams»           | Jackman, Michelle Williams, & Ziv Zaifman                                                     | 4:29     |  |
| 3.  | «A Million Dreams (Reprise)» | Austyn Johnson, Cameron Seely, & Jackman                                                      | 1:00     |  |
| 4.  | «Come Alive»                 | Daniel Everidge, Jackman, Settle, Zendaya, & Ensemble                                         | 3:45     |  |
| 5.  | «The Other Side»             | Jackman & Efron                                                                               | 3:34     |  |
| 6.  | «Never Enough»               | Loren Allred                                                                                  | 3:27     |  |
| 7.  | «This Is Me»                 | Settle & Ensemble                                                                             | 3:54     |  |
| 8.  | «Rewrite the Stars»          | Efron & Zendaya                                                                               | 3:37     |  |
| 9.  | «Tightrope»                  | Williams                                                                                      | 3:54     |  |
| 10. | «Never Enough (Reprise)»     | Allred                                                                                        | 1:20     |  |
| 11. | «From Now On»                | Jackman & Ensemble                                                                            | 5:49     |  |

## Recepción

### Crítica
The Greatest Showman ha recibido reseñas mixtas de parte de la crítica y positivas de parte de la audiencia. En el portal de internet Rotten Tomatoes, la película posee una aprobación de 56%, basada en 264 reseñas, con una calificación de 6.0/10, mientras que de parte de la audiencia ha recibido una aprobación de 86%, basada en más de 25 000 votos, con una calificación de 4.3/5
El sitio web Metacritic le ha dado a la película una puntuación de 48 de 100, basada en 43 reseñas, indicando "reseñas mixtas". Las audiencias de CinemaScore le han dado una "A" en una escala de A+ a F, mientras que en el sitio IMDb los usuarios le han dado una puntuación de 7.5/10, sobre la base de 282 695 votos. En la página web FilmAffinity la cinta tiene una calificación de 6.8/10, basada en 18 908 votos.

### Premios y nominaciones
| Premio                                        | Categoría                                                                        | Nominados                                            | Resultado | Ref.   |
| --------------------------------------------- | -------------------------------------------------------------------------------- | ---------------------------------------------------- | --------- | ------ |
| Premios Óscar                                 | Mejor canción original                                                           | This Is Me                                           | Nominado  | [ 13 ] |
| Premios de la Crítica Cinematográfica de 2017 | Mejor canción                                                                    | This Is Me                                           | Nominado  | [ 14 ] |
| Premios Globo de Oro                          | Mejor película - Comedia o musical                                               | El gran showman                                      | Nominado  | [ 15 ] |
| Premios Globo de Oro                          | Mejor actor - Comedia o musical                                                  | Hugh Jackman                                         | Nominado  | [ 15 ] |
| Premios Globo de Oro                          | Mejor canción original                                                           | This Is Me - compuesta por Benj Pasek y Justin Paul. | Ganador   | [ 15 ] |
| Premios Grammy                                | mejor recopilación de banda sonora para película, televisión u otro medio visual | Varios Artistas                                      | Ganador   |        |